# MIPCOM
MIPCOM (Marché International des Programmes de Communication) ist die weltgrößte Fernsehmesse, die jährlich im Oktober in Cannes stattfindet.
Die Messe richtet sich an Repräsentanten der Fernsehindustrie, die die Messe nutzen, um neue Programme bzw. Formate zu kaufen und zu verkaufen. Außerdem gibt es Vorab-Screenings und es werden Keynotes abgehalten.
Im Rahmen der MIPCOM findet der German MIP Cocktail statt, bei dem sich Fernsehschaffende über die Entwicklung des deutschen Fernsehens austauschen.
Jeweils zwei Tage vor der MIPCOM findet die Messe MIPJunior statt, die sich ausschließlich an die Kinderfernsehindustrie richtet.